# Madison Marsh
Madison Isabella Marsh (Fort Smith, 2 de agosto de 2001) es una piloto y reina de belleza, y fue la ganadora del concurso de belleza estadounidense Miss America 2024. Anteriormente, Marsh fue coronada Miss Colorado 2023, convirtiéndose en la cuarta mujer de Colorado y la primera miembro de las Fuerzas Armadas de los Estados Unidos en ganar Miss America. Actualmente, Marsh ostenta el rango de segundo teniente en la Fuerza Aérea de los Estados Unidos.

## Temprana edad y educación
Marsh nació en Fort Smith, Arkansas, de padres Mike y Whitney Marsh, y tiene una hermana llamada Heidi. Su madre falleció a causa de cáncer de páncreas cuando Marsh tenía 17 años. Esta experiencia personal impulsó a Madison  a convertirse en activista para crear conciencia y prevenir el cáncer de páncreas. En 2019, fundó la Fundación Whitney Marsh en honor a su madre, con el objetivo de recaudar fondos para la investigación del cáncer.
Marsh asistió a la Academia de la Fuerza Aérea de los Estados Unidos y se graduó en 2019. Desde niña y durante su adolescencia, participó en campamentos espaciales y lecciones de vuelo, recibiendo su licencia de piloto a los 16 años. Esto la llevó a inscribirse en la Academia de la Fuerza Aérea de los Estados Unidos en el condado de El Paso, Colorado, graduándose con una licenciatura en astrofísica en 2023. Tras su graduación, Marsh se convirtió en subteniente de la Fuerza Aérea de los Estados Unidos. Más tarde, Marsh se matriculó en la Escuela Kennedy de Harvard para obtener una Maestría en Políticas Públicas. En Taekwondo tiene un cinturón negro.

## En concursos de belleza
En 2023, Marsh fue coronada Miss Academy 2023, un certamen para mujeres que asisten a la Academia de la Fuerza Aérea de los Estados Unidos. Como Miss Academy, era elegible para el certamen Miss Colorado 2023, el cual ganó en mayo de 2023. Este fue su tercer intento de competir por el título de Miss Colorado. Como Miss Colorado, Marsh se convirtió en la primera delegada de Miss América en ser oficial militar en servicio activo.

### Miss America 2024
Como Miss Colorado, Marsh fue seleccionada para representar a Colorado en el certamen Miss America 2024. El evento se llevó a cabo el 14 de enero de 2024 en el Centro Dr. Phillips para las Artes Escénicas en Orlando, Florida. En el concurso, Marsh avanzó al Top 11 y luego al final top 5, y finalmente fue coronada como ganadora, superando a la primera finalista Ellie Breaux de Texas> Como Miss America 2024, Marsh se convirtió en la cuarta mujer que representa a Colorado en ganar el certamen y la primera miembro de las Fuerzas Armadas de los Estados Unidos en ser coronada ganadora. Como parte de su paquete de premios, Marsh recibió una beca de 50.000 dólares para continuar su educación.